# Aleurocanthus spinosus
Aleurocanthus spinosus là một loài côn trùng cánh nửa trong họ Aleyrodidae, phân họ Aleyrodinae.
Aleurocanthus spinosus được Kuwana miêu tả khoa học đầu tiên năm 1911.